# Werner R. Lehmann
Werner Rudolf Lehmann (* 26. Mai 1922 in Crossen/Oder; † 20. März 1999) war ein deutscher Schriftsteller, Literaturkritiker und Übersetzer.

## Werdegang
Er belegte ein Studium der Literaturwissenschaft, Philosophie und Geschichte in Frankfurt am Main und Hamburg. Freier Journalist war er bis 1957. Nach einer Promotion wurde er Professor für deutsche Sprache und Literatur an der Pädagogischen Hochschule Flensburg. Außerdem war er Gastprofessor an der University of Waterloo in Kanada. Lehmann war Mitglied des PEN-Zentrums in Deutschland.

## Publikationen
- Georg Büchner (Autor), Werner R. Lehmann (Hrsg.): Sämtliche Werke und Briefe. Historisch-kritische Ausgabe mit Kommentar. Hamburger Ausgabe in vier Bänden [nur 2 Bände erschienen]. Wegner, Hamburg 1967 und 1971.